# Pinnebergerdorf
Pinneberg-Nord, früher als Pinnebergerdorf bekannt, ist ein Stadtteil von Pinneberg im Kreis Pinneberg in Schleswig-Holstein.  Die Begriffe Pinnebergerdorf und Pinneberg-Nord sind allerdings nicht vollkommen deckungsgleich, da der südlichste Bereich von Pinnebergerdorf früher als Bestandteil der Innenstadt angesehen wurde. Heute ist die Innenstadt im Stadtteil Pinneberg-Mitte. Der nördliche Bereich von Pinnebergerdorf wird auch als Ratsberg bezeichnet.

## Lage
Pinneberg-Nord grenzt im Nordwesten an Prisdorf, im Norden an Kummerfeld, im Nordosten an Borstel-Hohenraden und an die Pinneberger Innenstadt.

## Geschichte
Pinnebergerdorf war ein altes Bauerndorf. Die erste urkundliche Erwähnung erfolgte 1360, es gibt aber archäologische Funde aus der römischen Kaiserzeit, also etwa dem 2. Jahrhundert.   
Vom frühen 18. Jahrhundert bis zur Eingemeindung nach Pinneberg 1905 war Pinnebergerdorf eine eigenständige Gemeinde. Lange Zeit ein reines Bauerndorf, wuchs es Ende des 19. Jahrhunderts rasant durch den Zuzug von Industriearbeitern, die in Pinneberg arbeiteten. Dies führte dann auch zur Eingemeindung nach Pinneberg.

## Verkehr und Infrastruktur
Der Stadtteil liegt an den Landesstraßen nach Elmshorn (Elmshorner Straße) und Tornesch (Prisdorfer Straße) und ist über die Anschlussstelle Pinneberg-Nord an die Bundesautobahn 23 angeschlossen.
Der Stadtteil wird durch die HVV-Buslinien 185 und 594 erschlossen.
Im Stadtteil gibt es eine Grundschule (Hans-Claussen-Schule) und eine Regionalschule, die aus der Fusion einer in der Pinneberger Innenstadt gelegenen Realschule (Karl-Sörensen-Schule) mit einer Grund- und Hauptschule (Georg-Kerschensteiner-Schule) hervorgegangen ist.
Im Nordwesten (an der Grenze zu Prisdorf) und im Nordosten (an der Autobahn) des Stadtteiles gibt es Gewerbegebiete.